# Fils
Fils är från början namnet en gammal underenhet i en valuta och har använts i flera arabländer. Fils har samma namn i singular- som pluralform.

## Aktuella valutor
Idag används fils som underenhet i valutan i följande länder:
- Bahrain - 1/1000 bahrainsk dinar
- Förenade arabemiraten - 1/100 UAE-dirham
- Irak - 1/1000 irakisk dinar
- Jemen - 1/100 jemenitisk rial
- Jordanien - 1/1000 jordansk dinar
- Kuwait - 1/1000 kuwaitisk dinar

## Historiska valutor
Fils användes tidigare som underenhet i valutan även i följande länder:
- Sydarabiska Federationen